# Eremitorio de Pienza
El Eremitorio de Pienza o Romitorio es un lugar sagrado que se encuentra cerca del centro histórico de la ciudad.
Un epígrafe grabado en una piedra sepulcral hallada en una cueva excavada en los acantilados de toba, remonta a 1344 el origen del lugar. Se accede por una empinada escalera en medio de la cual se encuentra una pequeña capilla con un relieve al fondo, quizás del siglo XV, que representa a la Virgen del Latte, cuyo culto, vinculado al tema de la fertilidad, probablemente se remonta a tiempos muy antiguos. Se compone de una serie de habitaciones con ventanas que dan a la Valle de Orcia. En el interior, también encontramos restos de esculturas de piedra, probablemente del siglo XIV y el siglo XV. Además, se puede reconocer el motivo de la sirena de dos colas que se también se encuentra en la parroquia de Corsignano.